# 128 ударів серця
«128 ударів серця» (також «128 ударів серця на хвилину», англ. We Are Your Friends, Ми — твої друзі) — молодіжна драма 2015 року. Режисерський дебют Макса Джозефа. У прокат у США фільм вийшов 11 серпня 2015 року. Фільм отримав змішані відгуки і зібрав 11 мільйонів доларів.

## Сюжет
Лос-Анджелес, Каліфорнія. Головний герой Коул працює діджеєм в Голлівуді. Він денно і нощно працює над одним треком, який повинен приголомшити танцполи всього світу.
Одного разу Коул знайомиться з більш досвідченим, хоча й дивакуватим, діджеєм Джеймсом, який бере хлопця під своє крило. Незабаром Коул закохується у дівчину Джеймса — Софі, і йому доводиться вибирати між любов'ю, дружбою та творчістю.

## В ролях
| Актор            | Роль        |
| ---------------- | ----------- |
| Зак Ефрон        | Коул        |
| Емілі Ратаковскі | Софі        |
| Шайло Фернандес  | Оллі        |
| Веслі Бентлі     | Джеймс      |
| Джонні Вестон    | Мейсон      |
| Джон Бернтал     | Пейдж       |
| Бріттані Фурлан  | Сара        |
| Алісія Коппола   | місс Ромеро |